# Az-Záhira
Az-Záhira (arabsky الظاهرة‎ ) je jedním z jedenácti guvernorátů Sultanátu Omán. Sousedí se Saúdskou Arábií (na západě) a Spojenými arabskými emiráty (na severozápadě), dále pak s guvernoráty Al-Wustá (na jihu), Ad-Dáchilíja (na východě), jižní al-Bátina a severní al-Bátina (na severovýchodě) a Al-Burajmí (na severu), který byl vytvořen z části az-záhirského guvernorátu. Správním centrem je město Ibrí. Region se dělí do tří vilájetů, jimiž jsou Ibrí, Jankul a Zank. Území regionu je částečně pokryto polopouští, na západě regionu leží poušť Rub al-Chálí. Na jihu se tyčí pohoří al-Hadžar a na východě hory al-Kur. Kvůli své poloze je ad-Zahíra pojítkem Ománu se zbytkem Arabského poloostrova. V minulosti tudy cestovaly obchodní karavany a staraly se o prosperitu celé oblasti. Nachází se zde spousta historických památek, především však pevnosti a opevnění, z nichž nejznámější jsou al-Salajf, Ajn al-Hadíth a Ajn al-Džaná. Počet obyvatel v regionu je přibližně 213 tisíc.